# Audioguía

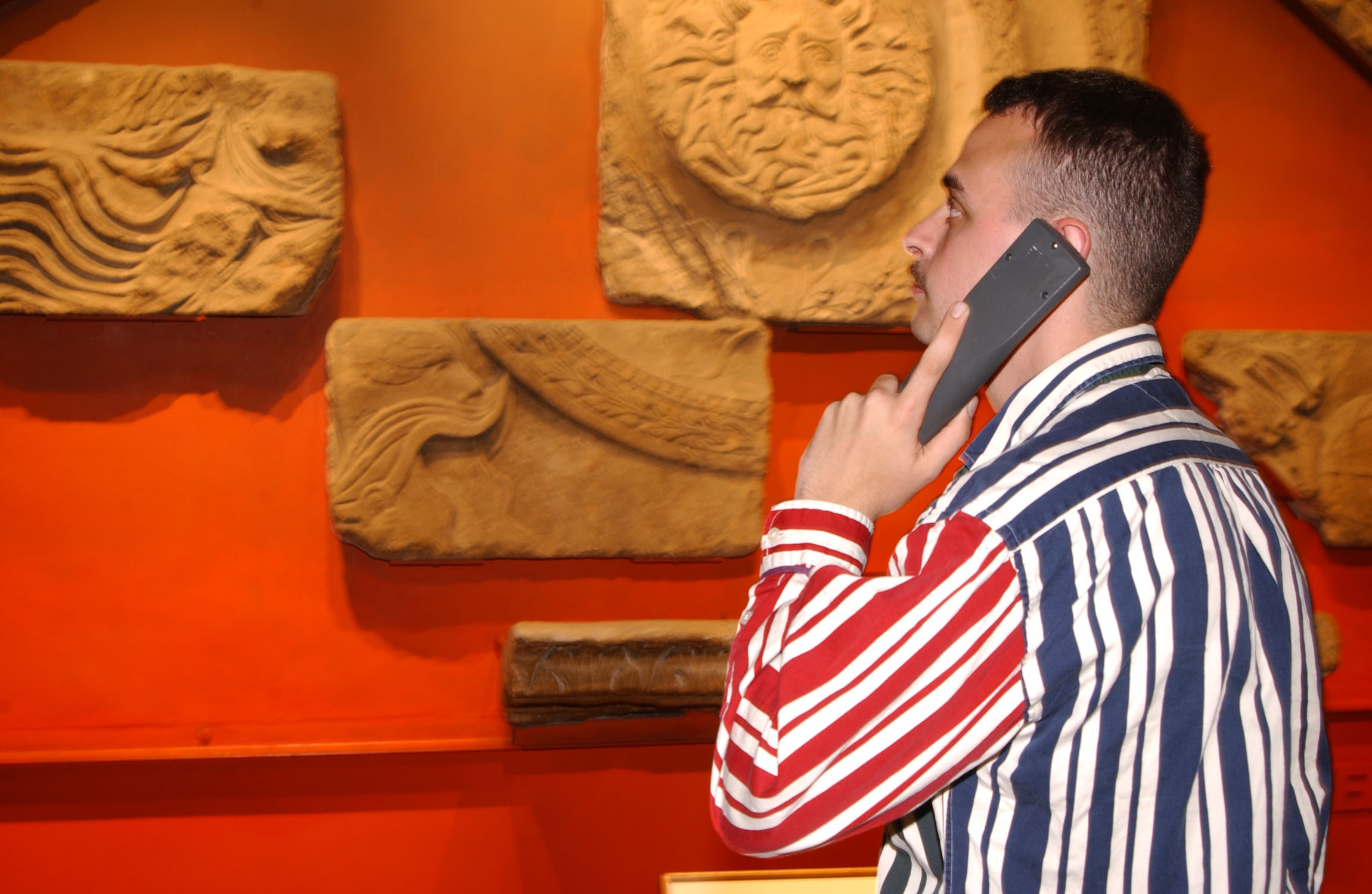
Marinero escuchando una audioguía en Portsmouth.

Una audioguía o audio tour es un sistema electrónico que permite realizar guías personalizadas en museos, parques, centros históricos y salas de arte. Son utilizadas también como toures guiados al aire libre. Proveen información histórica, técnica y visual del objeto que está siendo visto. Las audioguías están disponibles por lo general en diferentes idiomas. Las audioguías son alquiladas por lo general en los museos por cifras módicas, algunas veces vienen incluidas en el valor de la entrada.

## Funcionamiento
Las obras (pinturas, esculturas, salas de interés, etc) de mayor interés son numeradas siguiendo un orden lógico para facilitar la visita. El visitante tiene la posibilidad de adquirir los equipos de Audioguía mediante un modelo de alquiler dependiente de las políticas de cada institución. A partir de este momento la persona puede escoger el recorrido a seguir basado en sus gustos. Por medio de la audioguía el visitante selecciona el número de la obra sobre la cual quiere ser informado y la audioguía le presenta información audiovisual relevate.

## Tipos de audioguías
Existen varios tipos de audioguías.
- moderna: Permiten seleccionar la obra de interés por medio de un teclado numérico y una pantalla de LCD para texto, estos equipos por lo general incluyen un auricular como el usado en aparatos de telefonía. Algunos equipos incluyen Audífonos de Diadema para facilitar su uso.
- Con contenido multimedial: Además de las características anteriores, existen audioguías que por medio de pantallas gráficas permiten mostrar imágenes y videos acerca de las obras del museo o institución cultural. Esto facilita la ubicación de los visitantes.
- Palma:  Algunas aplicaciones han implementado dispositivos como Palms para el uso de audioguías. Entre sus ventajas se encuentra el tamaño considerable de la pantallas gráfica, que además son táctiles, conexión wifi, etc. El precio de estos equipos es considerablemente más costoso que los anteriores.
- Móviliaria: Son audioguías desarrolladas para teléfonos móviles de última generación o Teléfonos inteligentes, que permiten descargar la guía en el propio dispositivo. Presenta varios valores añadidos respecto a las anteriores, como es la propiedad de la audioguía (al estar en el teléfono móvil se puede escuchar tantas veces como se quiera sin estar sujeto al alquiler), localización por GPS (en museos y monumentos al aire libre), contenido multimedia, acceso a internet y actualización constante. Son generalmente desarrolladas por empresas privadas y pueden ser descargadas desde los mercados de aplicaciones, como App Store (Apple), Google Play (Android), BlackBerry World, etc.
- Radioescucha: Son un tipo especial de audioguías o un sistema de guiado inalámbrico, los cuales no necesitan de un contenido previamente grabado y descargado, sino que utilizan la señales de radiofrecuencias para transmitir la voz en directo desde un guía presencial o a uno o varios oyentes con hasta 80m de alcance. Permite una interactuación entre los participantes, así como una mejor y más detallada apreciación de los diferentes elementos.